# Marianne Muis
Marianne Muis, née le 28 juillet 1968 à Amsterdam, est une nageuse néerlandaise.

## Biographie
Marianne Muis participe aux Jeux olympiques d'été de 1988 à Séoul. Elle est médaillée d'argent sur 4 × 100 mètres nage libre avec sa sœur jumelle Mildred Muis, Conny van Bentum et Karin Brienesse et termine cinquième du 200 mètres quatre nages.

## Palmarès

### Championnats d'Europe
- Championnats d'Europe 1987 à Schiltigheim (France) :
  -  Médaille d'argent du relais 4 × 100 m nage libre.
- Championnats d'Europe 1989 à Bonn (Allemagne de l'Ouest) :
  -  Médaille d'argent du 200 m nage libre ;
  -  Médaille d'argent du 200 m 4 nages ;
  -  Médaille d'argent du relais 4 × 100 m nage libre ;
  -  Médaille d'argent du relais 4 × 200 m nage libre ;
  -  Médaille de bronze du 100 m nage libre ;
  -  Médaille de bronze du relais 4 × 100 m 4 nages.